# Jacques Legras
Jacques Legras (16 de octubre de 1923 – 15 de marzo de 2006) fue un actor teatral, cinematográfico y televisivo de nacionalidad francesa.

## Biografía
Nacido en Nantes, Francia, su nombre completo era Jacques Jean Le Gras. En 1949 se sumó a la troupe de actores Les Branquignols, formada por Robert Dhéry y Colette Brosset, y actuó en el film Branquignol. A partir de entonces actuó con ellos en numerosas obras teatrales y películas. En el film Le Petit Baigneur encarnó al abad Henri Castagnier en una escena de culto, la del sermón en el púlpito.
Habituado a papeles de reparto cinematográficos, se distinguía por su elegante bigote. Se hizo conocido del gran público gracias a sus colaboraciones con Jacques Rouland, primero en la emisión radiofónica Gardez le sourire (en Europe 1), y después en televisión, en la célebre La Caméra invisible, programa creado el 30 de abril de 1964, y en el cual trabajaba Pierre Bellemare. 
Jacques Legras fue también conocido por dar voz, en los años 1950 y 1960 en RTL, Radio Andorra y RMC, a L'Homme des vœux, emisión radiofónica cotidiana patrocinada por la marca de aperitivo Bartissol.

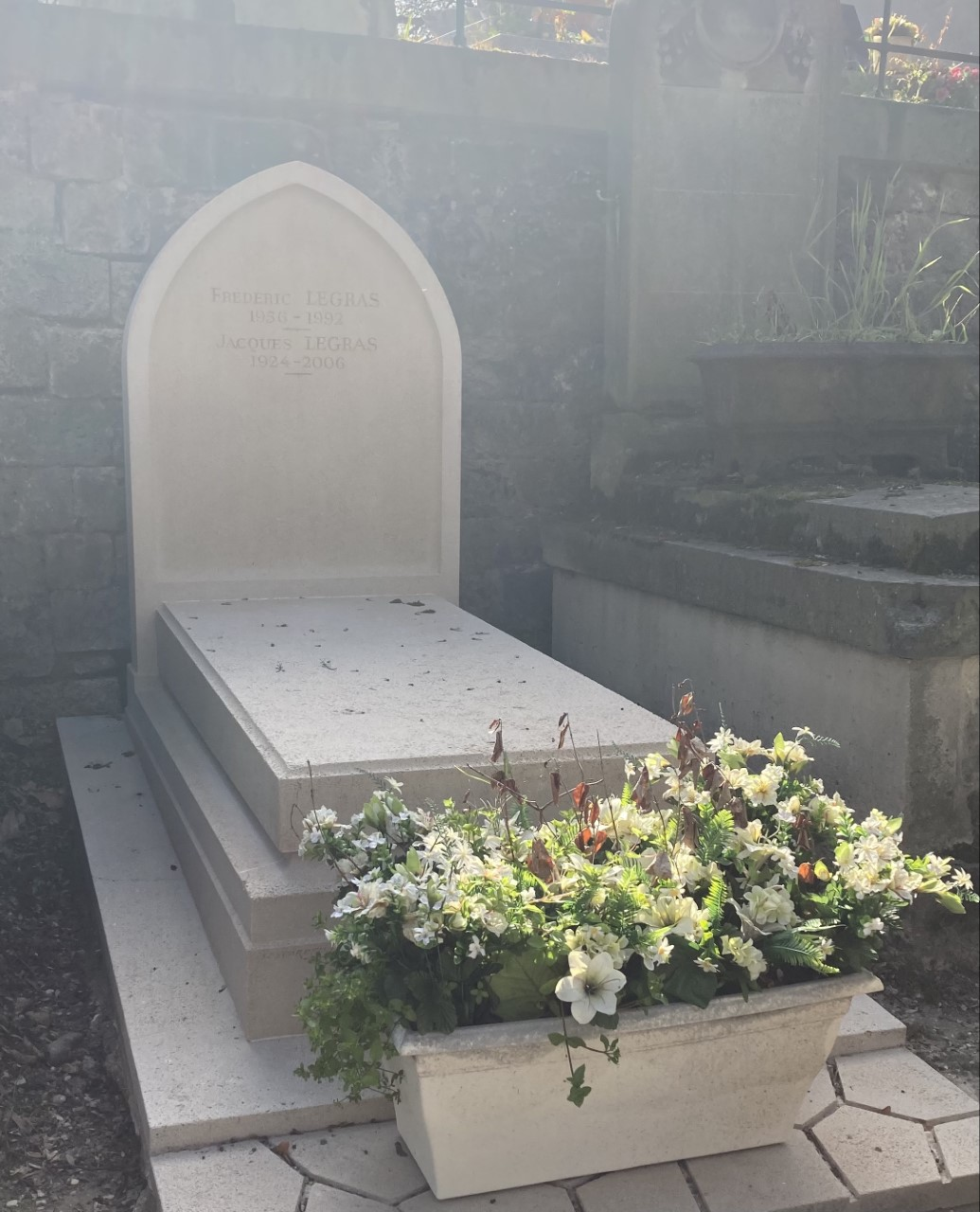
Tumba.

Jacques Legras falleció en 2006 en París, Francia. Fue enterrado en el Cementerio de Montmartre.

## Teatro
- 1953 : Ah ! les belles bacchantes, de Robert Dhéry, Francis Blanche y Gérard Calvi, escenografía de Robert Dhéry, Théâtre Daunou
- 1958 : Pommes à l'anglaise, de Robert Dhéry y Colette Brosset, Théâtre de Paris
- 1962 : La Grosse Valse, de Robert Dhéry, escenografía del autor, Théâtre des Variétés
- 1973 : Les Branquignols, escenografía y texto de Robert Dhéry, Théâtre La Bruyère
- 1974 : Le Petit Fils du Cheik, escenografía y texto de Robert Dhéry y Colette Brosset, Théâtre des Bouffes-Parisiens
- 1976 : Le Séquoïa, de George Furth, escenografía de Jacques Mauclair, Théâtre de l'Athénée
- 1980 : La musique adoucit les mœurs, de Tom Stoppard, escenografía de Robert Dhéry, Théâtre de la Ville
- 1980 : Reviens dormir à l’Élysée, de Jean-Paul Rouland y Claude Olivier, escenografía de Michel Roux, Comédie-Caumartin
- 1982 : En sourdine... les sardines !, de Michael Frayn, escenografía de Robert Dhéry, Théâtre des Bouffes-Parisiens
- 1989 : Point de feu sans fumée, de Julien Vartet, escenografía de Jean-Paul Tribout, Théâtre Édouard VII

## Filmografía

### Cine
- 1945 : Naïs, de Raymond Leboursier y Marcel Pagnol (solo ingeniero de sonido)
- 1949 : La Patronne, de Robert Dhéry
- 1949 : Branquignol, de Robert Dhéry
- 1951 : Bertrand cœur de lion, de Robert Dhéry
- 1951 : La Demoiselle et son revenant, de Marc Allégret
- 1952 : L'amour n'est pas un péché, de Claude Cariven
- 1953 : Les Trois Mousquetaires, de André Hunebelle
- 1954 : Les hommes ne pensent qu'à ça, de Yves Robert
- 1954 : Ah ! les belles bacchantes, de Jean Loubignac
- 1954 : Escalier de service, de Carlo Rim
- 1961 : La Belle Américaine, de Robert Dhéry y Pierre Tchernia
- 1964 : Les Gros Bras, de Francis Rigaud
- 1964 : Une souris chez les hommes, de Jacques Poitrenaud
- 1964 : Allez France !, de Robert Dhéry y Pierre Tchernia
- 1965 : La Grosse Caisse, de Alex Joffé
- 1965 : La Tête du client, de Jacques Poitrenaud
- 1965 : La Communale, de Jean L'Hôte
- 1965 : Les Bons Vivants, de Gilles Grangier (sketch "La Fermeture")
- 1965 : Lady L, de Peter Ustinov
- 1966 : La Bourse et la Vie, de Jean-Pierre Mocky
- 1966 : Trois enfants dans le désordre, de Léo Joannon
- 1966 : Le Grand Restaurant, de Jacques Besnard
- 1966 : À tout cœur à Tokyo pour OSS 117, de Michel Boisrond y Michel Wyn
- 1966 : Siete veces mujer, de Vittorio De Sica
- 1967 : Le Petit Baigneur, de Robert Dhéry
- 1968 : Un été sauvage, de Marcel Camus
- 1969 : Faites donc plaisir aux amis, de Francis Rigaud
- 1969 : L'Auvergnat et l'Autobus, de Guy Lefranc
- 1969 : Hibernatus, de Édouard Molinaro y Pierre Cosson
- 1969 : Poussez pas grand-père dans les cactus, de Jean-Claude Dague
- 1970 : L'Ardoise, de Claude Bernard-Aubert
- 1970 : L'Étalon, de Jean-Pierre Mocky
- 1970 : The Lady in the Car with Glasses and a Gun, de Anatole Litvak
- 1971 : On est toujours trop bon avec les femmes, de Michel Boisrond
- 1971 : Les Mariés de l'an II, de Jean-Paul Rappeneau
- 1971 : Lucky Luke, de René Goscinny y Morris
- 1971 : Les Assassins de l'ordre, de Marcel Carné
- 1972 : Sex-shop, de Claude Berri
- 1972 : Les Charlots font l'Espagne, de Jean Girault
- 1973 : L'Événement le plus important depuis que l'homme a marché sur la Lune, de Jacques Demy
- 1973 : Elle court, elle court la banlieue, de Gérard Pirès
- 1974 : Le Permis de conduire, de Jean Girault
- 1974 : Les Gaspards, de Pierre Tchernia
- 1974 : Les Quatre Charlots mousquetaires, de André Hunebelle
- 1974 : La Gueule de l'emploi, de Jacques Rouland
- 1974 : Les Charlots en folie : À nous quatre Cardinal !, de André Hunebelle
- 1974 : Vos gueules, les mouettes !, de Robert Dhéry
- 1975 : L'Intrépide, de Jean Girault
- 1975 : Catherine et Compagnie, de Michel Boisrond
- 1976 : Le Trouble-fesses, de Raoul Foulon
- 1977 : Le Roi des bricoleurs, de Jean-Pierre Mocky
- 1977 : Drôles de zèbres, de Guy Lux
- 1977 : La Vie parisienne, de Christian-Jaque
- 1978 : La Ballade des Dalton, de René Goscinny, Morris, Henri Gruel y Pierre Watrin
- 1978 : Le beaujolais nouveau est arrivé, de Jean-Luc Voulfow
- 1979 : Les héros n'ont pas froid aux oreilles, de Charles Nemes
- 1979 : L'Associé, de René Gainville
- 1979 : Le Piège à cons, de Jean-Pierre Mocky
- 1979 : La Gueule de l'autre, de Pierre Tchernia
- 1980 : Mais qu'est-ce que j'ai fait au bon Dieu pour avoir une femme qui boit dans les cafés avec les hommes ?, de Jean Saint-Hamon
- 1981 : Le jour se lève et les conneries commencent, de Claude Mulot
- 1981 : Les Bidasses aux grandes manœuvres, de Raphaël Delpard
- 1982 : Te marre pas ... c'est pour rire !
- 1982 : N'oublie pas ton père au vestiaire..., de Richard Balducci
- 1983 : Les Malheurs d'Octavie, de Roland Urban
- 1983 : Mon curé chez les Thaïlandaises, de Robert Thomas
- 1983 : Vous habitez chez vos parents ?, de Michel Fermaud
- 1984 : Vive le fric !, de Raphaël Delpard
- 1984 : Retenez-moi... ou je fais un malheur !, de Michel Gérard
- 1986 : La Gitane, de Philippe de Broca .
- 1988 : Corps z'a corps, de André Halimi
- 1989 : Comment faire l'amour avec un nègre sans se fatiguer, de Jacques W. Benoît
- 1998 : Robin des mers, de Jean-Pierre Mocky
- 1998 : Vidange, de Jean-Pierre Mocky
- 1999 : 36

### Televisión
- 1968 : Le Bourgeois gentilhomme (telefilm)
- 1976 : Las brigadas del tigre, episodio Don de Scotland Yard, de Victor Vicas
- 1976 : Le Château des Carpathes, de Jean-Christophe Averty
- 1977 : Au théâtre ce soir: Le Séquoïa, de George Furth, escenografía de Jacques Mauclair, dirección de Pierre Sabbagh, Théâtre Marigny
- 1977 : Les Confessions d'un enfant de chœur, de Jean L'Hôte
- 1977 : Les folies Offenbach (serie TV)
- 1977 : Appelez-moi docteur ou le médecin invisible (telefilm)
- 1978 : Les palmiers du métropolitain (telefilm)
- 1978 : Messieurs les ronds-de-cuir (telefilm)
- 1979 : Au théâtre ce soir: Mon crime, de Louis Verneuil y Georges Berr, escenografía de Robert Manuel, dirección de Pierre Sabbagh, Théâtre Marigny
- 1980 : Opération Trafics (telefilm)
- 1980 : Jean-Sans-Terre (telefilm)
- 1980 : Le Vol d'Icare (telefilm)
- 1981 : Société Amoureuse à Responsabilité Limitée (telefilm)
- 1981 : Le mythomane (serie TV)
- 1981 : Les Amours des années folles (serie TV)
- 1981 : Époque contemporaine (serie TV)
- 1983 : L'étrange château du docteur Lerne (telefilm)
- 1984 : L'Appartement (serie TV)
- 1984 : Billet doux, de Michel Berny (serie TV)
- 1985 : Le canon paisible (serie TV)
- 1988 : Vivement lundi ! (serie TV)